# سام (پسر نریمان)
سام پسر نریمان، پدر زال و پدر بزرگ رستم از تبار گرشاسپ، پهلوان اسطوره‌ای ایران است. شاید در آغاز جوانی سام صاحب فرزند نمی‌شد فردوسی این موضوع را تلویحاً در قسمت اندر زادن زال گزارش می‌کند. زمانی‌که زال به دنیا آمد همهٔ موهای سرش سفید بود از دایگان کسی جرئت نکرد این خبر را به سام بگوید یک هفته خبر مسکوت ماند. عاقبت دایه‌ای شیردل پیش سام آمد خبر تولّد را به سام گفت و وی بالفور به شبستان آمد و کودک را سپید موی دید بسیار برآشفت.

## سام در شاهنامه
سام پیشوای زابلیان پس از نریمان است او در زمان منوچهر پهلوانی نامدار است که در کنار قارنرزم‌زن، سرویمن، شاپور، نستوه، شیدوش، شیروی گردان جنگی ایران را تشکیل می‌دهند و به فرمان فریدون و به کین ایرج منوچهر را یاور هستند. منوچهر هنگام جلوس بر تخت ردان همهٔ اعضا حضور دارند ولی فقط این سام است که بیش از دیگران مورد اعتماد منوچهر است. پس از سخنان و فرامین پادشاه جدید سام بپا می‌خیزد و اظهار ادب و ارادت خویش را بر منوچهر این‌گونه بیان می‌دارد:
| جهان پهلوان سام بر پای خاست |  | چنین گفت کای خسرو داد و راست |
| ز شاهان مرا دیده بر دیدنست  |  | ز تو داد وز ما پسندیدنست     |
| پدر بر پدر شاه ایران تویی   |  | گزین سواران و شیران تویی     |
| ترا پاک یزدان نگه‌دار باد    |  | دلت شادمان، بخت بیدار باد    |

## نگرانی سام از تولد زال
زال هنگام تولد تمام موهای سرش سفید بود در اذهان مردم تردیدهایی به وجود می‌آورد و سام بیشتر بخاطر آن نگران بود که اگر بزرگان و سران زابل هنگام جشن و سور، او را سپیدموی یافتند و از او دلیلش را پرسیدند چه جوابی به آنان بدهد. بر همین اساس تصمیم گرفت کودک اهریمن نژاد را از خود دور کند تا مورد شماتت قرار نگیرد. اقدام سام را شاهنامه چنین توصیف می‌نماید:
| چو آیند و پرسند گردنکشان     |  | چه گویم ازین بچّهٔ بدنشان        |
| چه گویم که این بچّهٔ دیو چیست  |  | پلنگست و دو رنگست و گرنه پریست |
| ازین ننگ بگذارم به ایران‌زمین |  | نخواهم برین بوم و بر آفرین     |
| به فرمود پس تاش برداشتند     |  | از آن بوم و بر دور بگذاشتند    |
| بجایی که سیمرغ را خانه بود   |  | بدان خانه این خُرد بیگانه بود   |
| نهادند بر کوه و گشتند باز    |  | برآمد برین روزگاری دراز        |

مطلب قابل تأمل در این سروده اصطلاح ایران است و این عبارت از دوران منوچهر کم‌کم متداول گشت. البته در آغار، مفهوم کلی کشور را نداشت بلکه بیشتر شهر ایران مطمع نظر بود، یعنی یکی از قبایل بزرگ قوم ایرانی در جغرافیای ارضی. نکتهٔ دیگر روابط صمیمی ایران و زابُل است که سام در حال اضطراب از تولد کودک نارس و فرار، ایران را مأمن خویش برمی‌گزیند. این موضوع روابط خارجی در سطح عالی میان دو کشور را آشکار می‌نماید. سام در موعظه عباراتی مانند گناهکار، آهرمن، دیو، پری و سیمرغ اظهار می‌دارد که به آیین و فرهنگ زابلیان مربوط است.

## در ادبیات پارسی
رودکی و فردوسی
| از بخشش و بخشایش، بهرام دگر آمد |  | از مردمی و مردی، سام دگر آمد |
| ...                             |  | ...                          |
| سپه کش چو قارن، مبارز چو سام    |  | سپه تیغ‌ها برکشد از نیام      |

## یادواره
در سال‌های ۱۳۵۰ و ۵۱ چهار کشتی جنگی ساخت بریتانیا با نام ناوچه‌های کلاس سام و اولین آن‌ها با نام ناوچه سام (یا سام۱) به نیروی دریایی ایران پیوستند. نام این ناوچه‌ها پس از انقلاب و در دهه ۱۳۶۰ به کلاس موج و ناوچه موج تغییر یافت.